# Matthias Zimmermann
Cet article concerne le footballeur allemand. Pour l'artiste suisse, voir Matthias Zimmermann (artiste).
Matthias Zimmermann est un footballeur allemand, né le 16 juin 1992 à Pforzheim. Il évolue au poste de défenseur au Fortuna Düsseldorf.

## Palmarès

### En club
- VfB Stuttgart :
  - Champion de 2. Bundesliga en 2017

### En sélection
Allemagne -17 ans
- Championnat d'Europe
  - Vainqueur : 2009.